# Itsuko Hasegawa

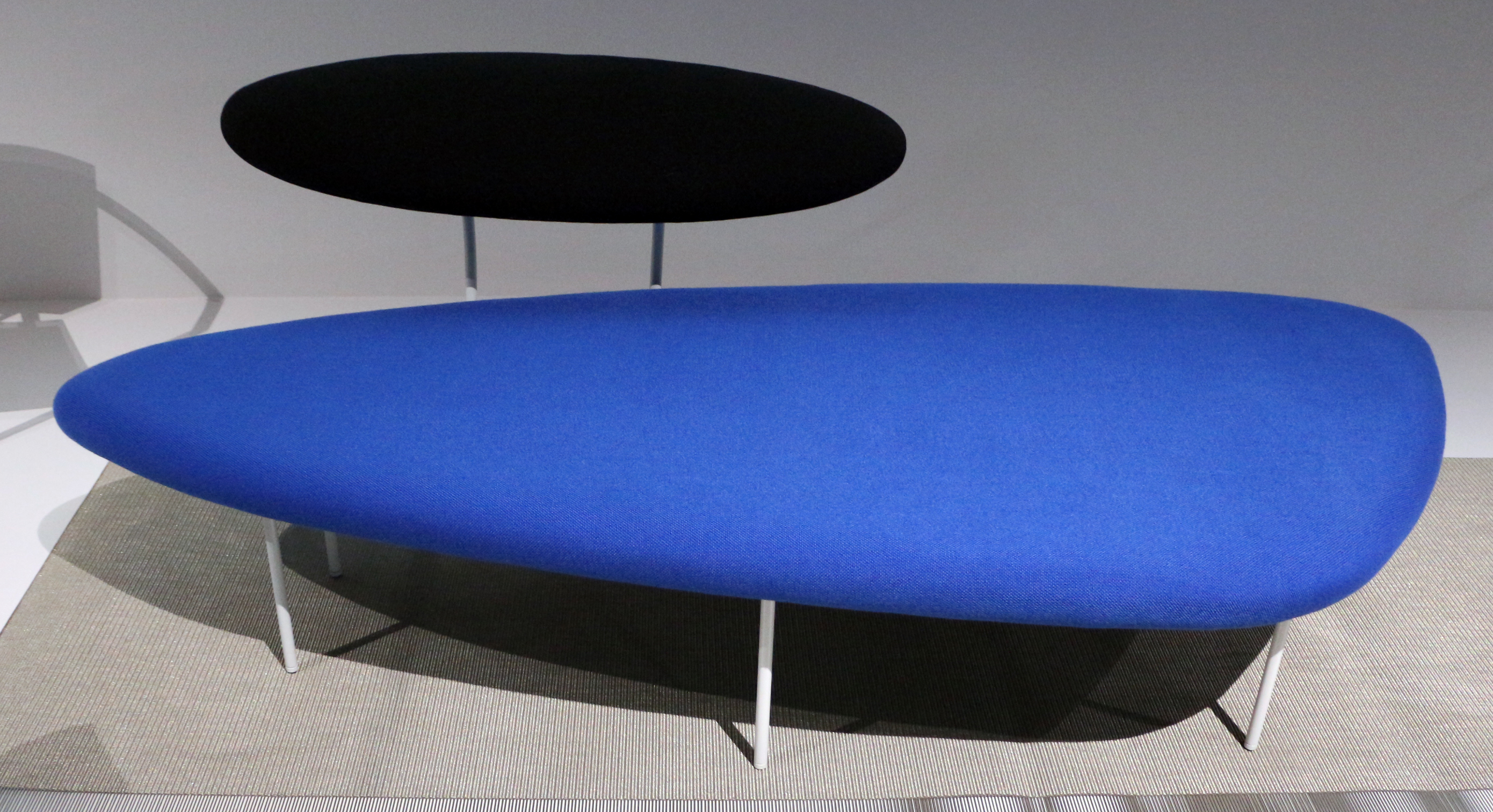
Sofa von Itsuko Hasegawa, Musée National d’Art Moderne, Paris

Itsuko Hasegawa (japanisch 長谷川 逸子 Hasegawa Itsuko; * 1941 in Shizuoka, Japan) ist eine japanische Architektin. Sie gründete 1976 ein eigenes Architekturbüro, das heute Itsuko Hasegawa Atelier heißt. Sie ist Ehrenmitglied des Royal Institute of British Architects (RIBA) und Ehrendoktor des University College London (UCL).

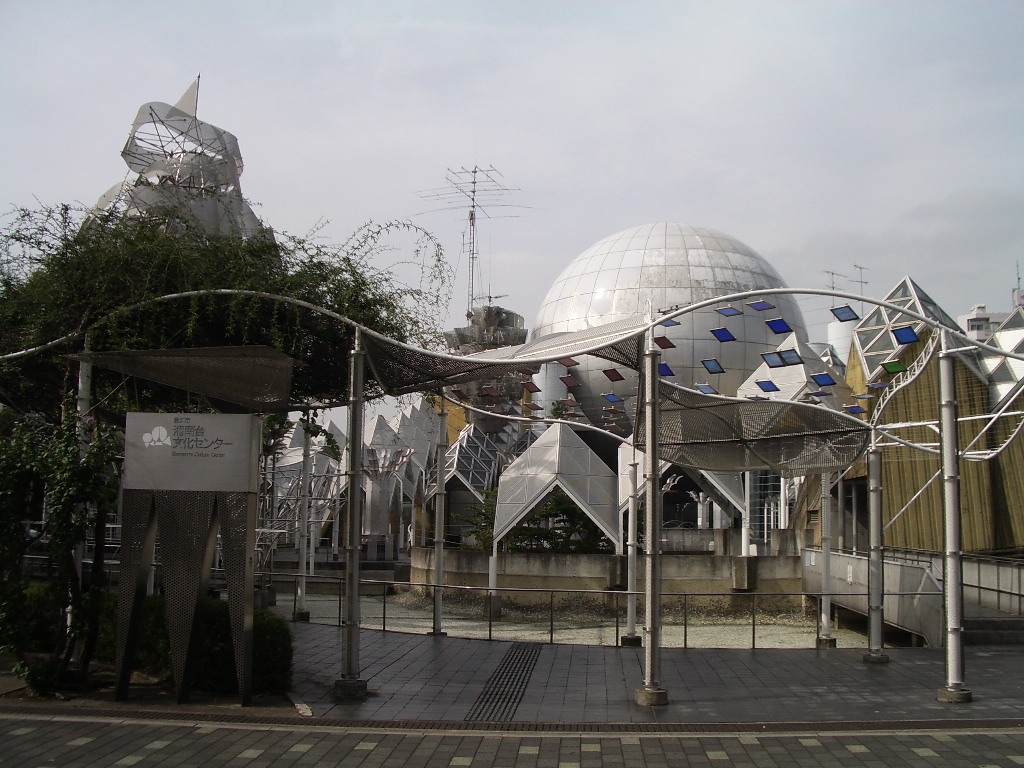
Shonandai cultural centre

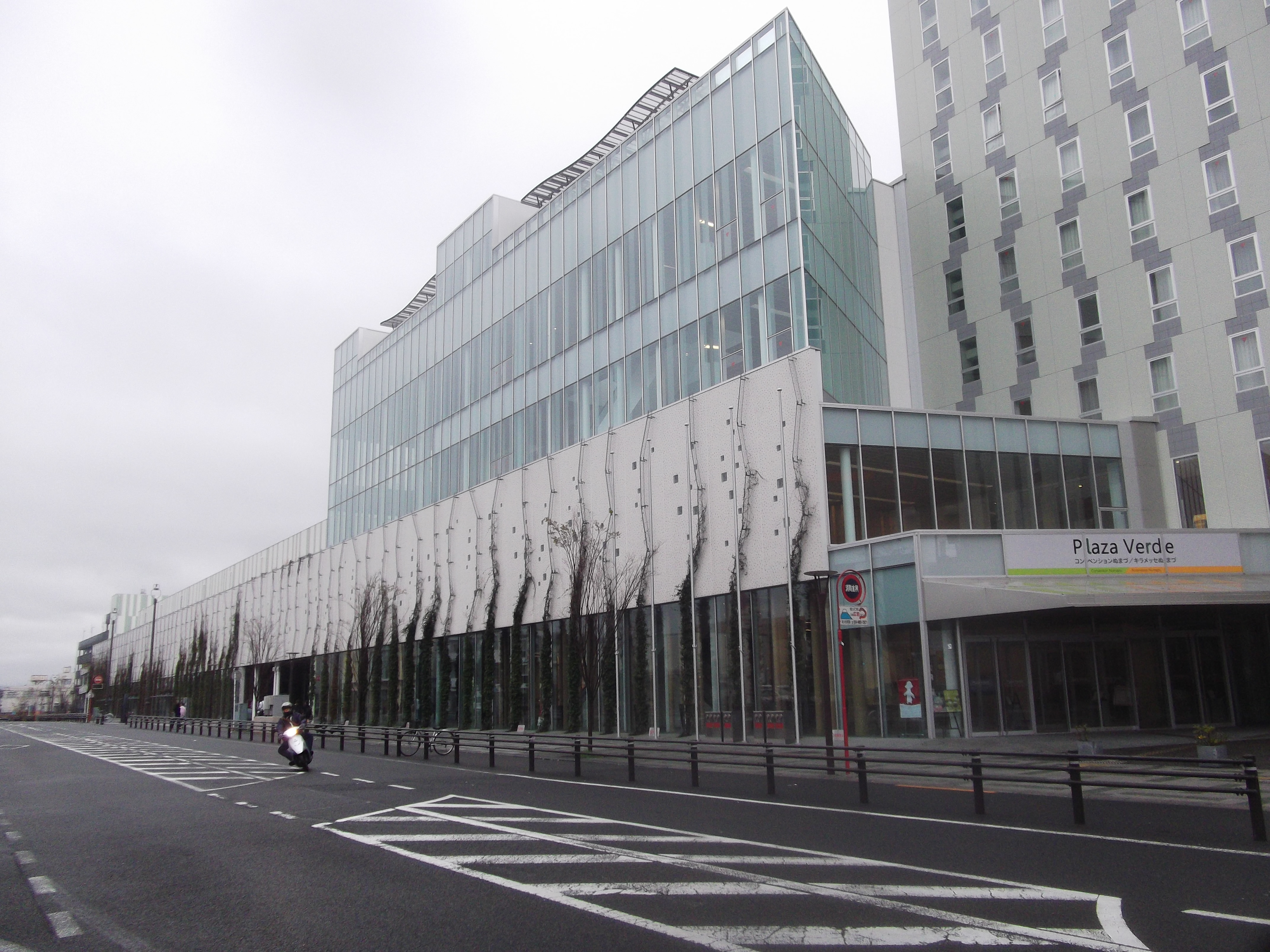
Fujinokuni Senbonmatsu Forum / Plaza Verde in Nuzamu

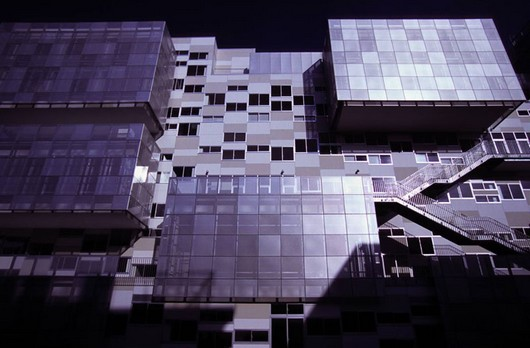
Shizuoka Tasei High School

## Leben
Hasegawa studierte an der Kantō Gakuin Daigaku in Yokohama Architektur und machte dort 1964 ihren Abschluss. Bis 1969 arbeitete sie anschließend mit Kiyonori Kikutake zusammen, einem Vertreter des Metabolismus. Dann setzte sie ihr Studium zwei Jahre lang an der Tōkyō Kōgyō Daigaku (TIT) fort. Von 1971 bis 1978 war sie Assistentin bei Kazuo Shinohara an der TIT.
1976 gründete Hasegawa ihr eigenes Architekturbüro in Tokio, das Itsuko Hasegawa Architectural Design Studio, das heute Itsuko Hasegawa Atelier heißt. Die Projekte umfassten private Wohnhäuser und öffentliche Gebäude wie Kultureinrichtungen oder Kliniken. Gefragt nach ihrer Inspiration, gab Hasegawa zur Antwort, dass sie sich an den Formen der Natur orientiere. Auch Tradition und Nachhaltigkeit sind feste Bestandteile ihrer Entwürfe.
Nachdem Hasegawa 1987 den Wettbewerb für das Shonandai-Kulturzentrum gewonnen hatte, regte sich zunächst der Widerstand der Anwohner. Denn die Kernidee des Entwurfs war, die meisten Räume unter die Erde zu legen. Über der Erde war geplant: ein öffentlich zugänglicher zentraler Platz, umgeben von zahlreichen Pavillons und Arkaden, ein Theater, ein Planetarium und eine Sternwarte. Es gelang Hasegawa jedoch mit vielen Gesprächen die Nachbarschaft von dem Projekt zu überzeugen.
Auf einem trockengelegten Bereich des Shinano-Flusses errichtete sie unter dem Titel Niigata Performing Arts Center eine Konzerthalle mit 1.900 Plätzen, ein Theater mit 900 Plätzen und ein Noh-Theater mit 375 Plätzen. Um das Gelände dennoch zu renaturieren, ließ sie sieben künstliche Inseln gestalten, die über Brücken miteinander und den Gebäuden verbunden sind.
Von einem landwirtschaftlichen Konsortium erhielt Hasegawa den Auftrag, ein Museumsareal, das Yamanashi Fruits Museum zu errichten. In einem weitläufigen Park konzipierte sie 3 Gebäude mit unterschiedlichen Kuppelformen, die unterschiedliche Reifegrade von Früchten darstellen sollen. Es handelt sich um Glas-Stahl-Konstruktionen, die mit CAD entwickelt wurden.
Mit dem Fujinokuni Senbonmatsu Forum, auch Plaza Verde genannt, errichtete Hasegawa 2015 ein multifunktionales Kongresszentrum, dessen Fassade umspannt wird von einem begrünten netzartigen Wandsystem. Das Gebäude ist so konzipiert, dass man von innen den Kontakt mit der Landschaft ringsum, dem Fuji oder der Suruga-Bucht halten kann. Die Nachhaltigkeit des Gebäudes wird durch ein begrüntes Dach ergänzt.
Zwischen 1984 und 2007 hielt Hasegawa Gastvorträge in Rotterdam, Australien, Norwegen und Los Angeles. Sie hatte auch eine Professur an der Internationalen Sommerakademie für Bildende Kunst Salzburg.

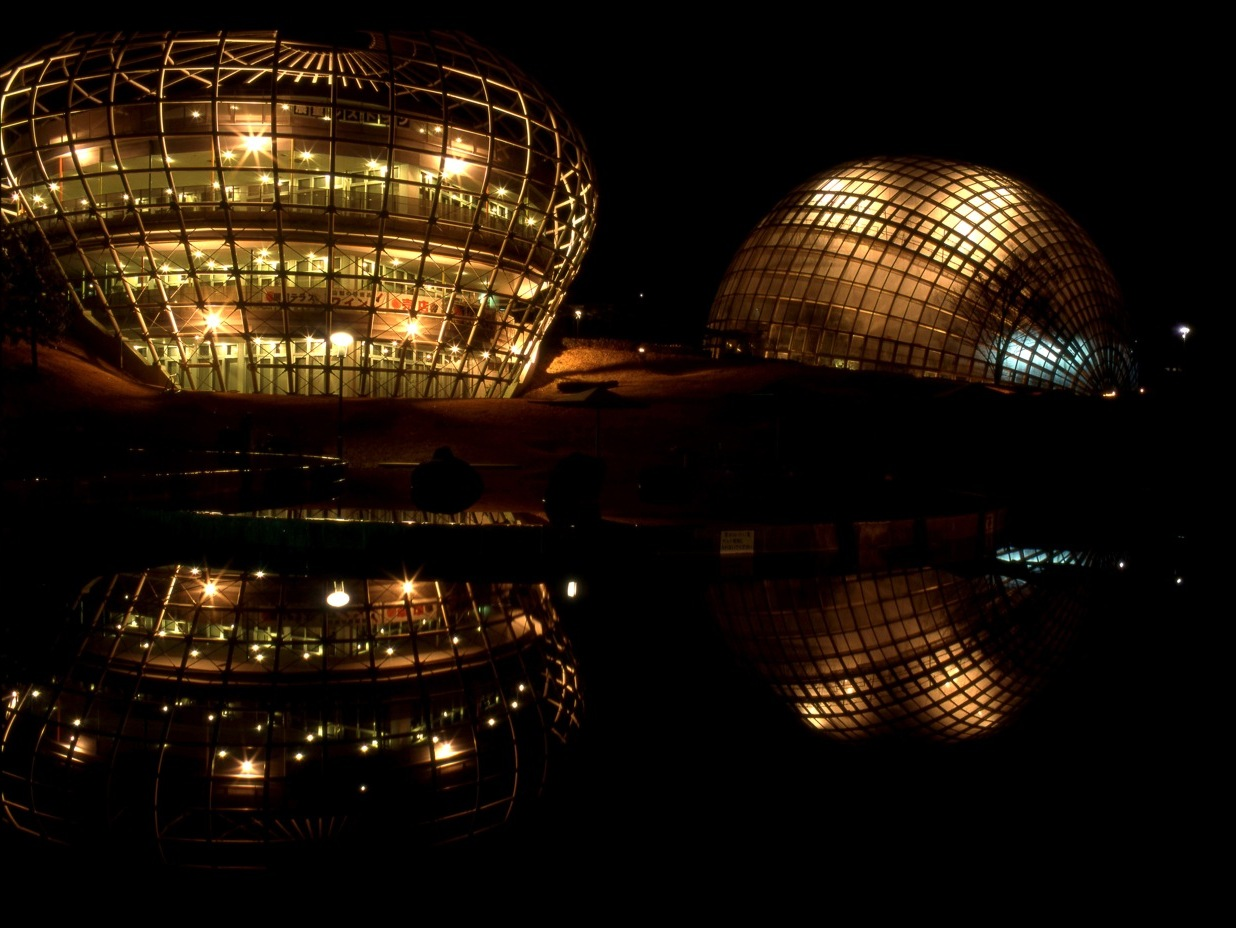
Yamanashi Fruit Museum and Garden

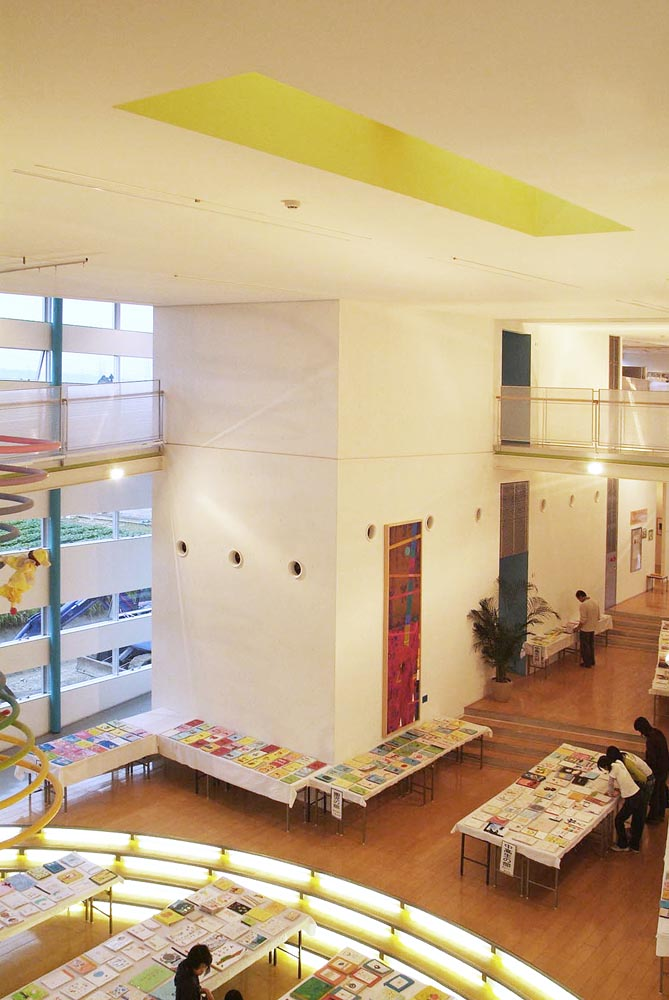
Oshimamachi Picture Book Museum, Toyama

## Auszeichnungen (Auswahl)
Die Auszeichnung sind in der Reihenfolge ihrer Verleihung gelistet:
- 1986: Designpreis des Architectural Institute of Japan für das Projekt Bizan Hall[4]
- Japan Cultural Design Award für Wohnprojekte[4]
- 1997: Honorary Fellow (Ehrenmitglied) des Royal Institute of British Architects (RIBA)
- 2000: Japan Art Academy Award
- 2000: Ehrende Erwähnung in Gold bei der 12. Triennale Belgrad
- 2000: 7. Platz des Public Building Award (Preis für öffentliche Gebäude) für das Oshima-machi Bilderbuch-Museum, Toyama, Japan
- 2001: Verleihung der Ehrendoktorwürde des University College London (UCL), Vereinigtes Königreich
- 2004: 9. Platz des Public Building Award für Niigata Performing Arts center, Niigata, Japan
- 2006: BCS Prize für das Suzu Performing Arts Center, Ishikawa, Japan
- 2018: Royal Academy Architecture Prize der Royal Academy of Arts[12]

## Projekte (Auswahl)
Die Projekte werden in der Reihenfolge ihrer Fertigstellung aufgelistet:
- 1979: Tokumaru Children's Clinic, Kinderklinik in Ehime, Japan[14]
- 1982: Aono Building, Geschäftsgebäude in Ehime[15]
- 1984: Bizan Hall, Shizuoka, Japan[16]

- 1986: Sugai Internal Clinic, Internistische Klinik in Ehime[17]

- 1990: Shonandai Cultural Centre, Kulturzentrum in Fujisawa, Japan[6]
- 1994: Oshimamachi Picture Book Museum, Toyama, Japan[18]
- 1994: Himi Seaside Garden, Botanischer Garten mit Ausstellung und Restauration, Himi, Japan[19][20]
- 1994: Sumida Culture Factory (Sumida Shougai Gakushuu Senta), Tokio, Japan[21][22]
- 1995: Yamanashi Früchte-Museum, Yamanashi, Japan[23]
- 1998: Niigata Performing Arts Center, ein Kulturzentrum in Niigata, Japan[24]
- 2004: Shizuoka Tasei High School, Shizuoka, Japan[25]
- 2013: Fujinokumi Senbonmatsu Forum oder Plaza Verde, ein Kongresszentrum in Numazu, Japan[26]
- 2013: Shizuoka Airport Deck, Dachgestaltung des Flughafens Shizuoka, Japan[27]
- 2014: Shanghai Caohejing Office Projekt, Shanghai City, China[28]